# Eidmannella bullata
Eidmannella bullata là một loài nhện trong họ Nesticidae.
Loài này thuộc chi Eidmannella. Eidmannella bullata được Willis J. Gertsch miêu tả năm 1984.